# Llista de monuments d'Osor
Llista de monuments d'Osor inclosos en l'Inventari del Patrimoni Arquitectònic Català per al municipi d'Osor (Selva). Inclou els inscrits en el Registre de Béns Culturals d'Interès Nacional (BCIN) amb la classificació de monument històric, els Béns Culturals d'Interès Local (BCIL) de caràcter immoble i la resta de béns arquitectònics integrants del patrimoni cultural català.
| Monument                                                               | Protecció    | Estil/època                            | Localització                                      | Coordenades                                          | Codi?         | Imatge |
| ---------------------------------------------------------------------- | ------------ | -------------------------------------- | ------------------------------------------------- | ---------------------------------------------------- | ------------- | --- |
| Torre de Recs, o Torre d'Osor, Torre de la Presó, Torre de Medinacelli | BCIN 1156-MH | Obra popular, gòtic XV-XX              | Osor Pl. del Verger                               | 41° 56′ 42″ N, 2° 33′ 23″ E / 41.945099°N,2.556449°E | RI-51-0005973 | Torre de Recs (Osor) · Vegeu més fotos d'aquest monument · Carregueu una nova foto d'aquest monument                          |
| Torre de Sant Joan                                                     | BCIN 1157-MH | Romànic XII, XIII                      | Osor                                              | 41° 56′ 33″ N, 2° 34′ 14″ E / 41.942484°N,2.570420°E | RI-51-0005974 | Torre de Sant Joan (Osor) · Vegeu més fotos d'aquest monument · Carregueu una nova foto d'aquest monument                     |
| Santuari de la Mare de Déu del Coll                                    |              | Romànic XII, XIX                       | Osor                                              | 41° 57′ 28″ N, 2° 31′ 28″ E / 41.95786°N,2.52435°E   | IPA-26951     | Santuari de la Mare de Déu del Coll (Osor) · Vegeu més fotos d'aquest monument · Carregueu una nova foto d'aquest monument    |
| Pou de neu del Sobirà                                                  |              | Obra popular XVII, XIX                 | Osor                                              | 41° 54′ 33″ N, 2° 33′ 59″ E / 41.90924°N,2.56644°E   | IPA-26952     | Carregueu una nova foto d'aquest monument                                                                                     |
| Sant Pelegrí                                                           |              | Obra popular XVIII                     | Osor La Codina                                    | 41° 59′ 07″ N, 2° 32′ 36″ E / 41.98536°N,2.54347°E   | IPA-33443     | Carregueu una nova foto d'aquest monument                                                                                     |
| Pont sobre la riera d'Osor                                             |              | Obra popular XIX                       | Osor Carretera d'Osor a Anglès, km 4              | 41° 57′ 12″ N, 2° 36′ 05″ E / 41.95344°N,2.60145°E   | IPA-33468     | Pont sobre la riera d'Osor · Vegeu més fotos d'aquest monument · Carregueu una nova foto d'aquest monument                    |
| Ca la Beya, o Casa Badia Donadeu                                       |              | Obra popular XVII, XVIII, XXI Inici    | Osor C. de França, 20                             | 41° 56′ 47″ N, 2° 33′ 18″ E / 41.94625°N,2.55502°E   | IPA-33469     | Carregueu una nova foto d'aquest monument                                                                                     |
| Pont Vell                                                              |              | Obra popular XV                        | Osor C. del Pont                                  | 41° 56′ 46″ N, 2° 33′ 20″ E / 41.94609°N,2.55546°E   | IPA-33470     | Pont Vell (Osor) · Vegeu més fotos d'aquest monument · Carregueu una nova foto d'aquest monument                              |
| Els Nínxols                                                            |              | XX Mitjan                              | Osor C. Major                                     | 41° 56′ 42″ N, 2° 33′ 13″ E / 41.94507°N,2.55368°E   | IPA-33471     | Els Nínxols (Osor) · Vegeu més fotos d'aquest monument · Carregueu una nova foto d'aquest monument                            |
| El Maroi                                                               |              | Obra popular XVIII, XIX, XX            | Osor Càmping el Maroi                             | 41° 56′ 48″ N, 2° 33′ 40″ E / 41.94668°N,2.56099°E   | IPA-33472     | Carregueu una nova foto d'aquest monument                                                                                     |
| El Pi d'Avall, o el Pidevall                                           |              | Obra popular XIV, XX, XXI Inici        | Osor                                              | 41° 56′ 57″ N, 2° 35′ 15″ E / 41.94903°N,2.58762°E   | IPA-33473     | Carregueu una nova foto d'aquest monument                                                                                     |
| Pont de les Bruixes                                                    |              | Obra popular XVII, XVIII               | Osor                                              | 41° 56′ 34″ N, 2° 36′ 01″ E / 41.94272°N,2.60016°E   | IPA-33474     | Carregueu una nova foto d'aquest monument                                                                                     |
| La Grevolosa                                                           |              | Obra popular XIV, XVIII, XIX           | Osor                                              | 41° 56′ 33″ N, 2° 35′ 45″ E / 41.94247°N,2.59593°E   | IPA-33475     | Carregueu una nova foto d'aquest monument                                                                                     |
| La Presa de Susqueda                                                   |              | Moviment modern XX Mitjan              | Osor                                              | 41° 58′ 45″ N, 2° 31′ 39″ E / 41.97909°N,2.52753°E   | IPA-33476     | La Presa de Susqueda (Osor) · Vegeu més fotos d'aquest monument · Carregueu una nova foto d'aquest monument                   |
| Església de Sant Miquel de Maifré                                      |              | Romànic XI, XVII, XVIII, XXI Inici     | Osor                                              | 41° 59′ 05″ N, 2° 32′ 24″ E / 41.98477°N,2.54002°E   | IPA-33477     | Església de Sant Miquel de Maifré (Osor) · Vegeu més fotos d'aquest monument · Carregueu una nova foto d'aquest monument      |
| Capella de la Mare de Déu del Part                                     |              | Obra popular XIV, XVII, XIX            | Osor                                              | 41° 57′ 30″ N, 2° 32′ 26″ E / 41.95825°N,2.54058°E   | IPA-33478     | Capella de la Mare de Déu del Part (Osor) · Vegeu més fotos d'aquest monument · Carregueu una nova foto d'aquest monument     |
| Les Romagueres                                                         |              | Obra popular XIV, XVIII, XX            | Osor                                              | 41° 57′ 28″ N, 2° 33′ 42″ E / 41.95773°N,2.56171°E   | IPA-33479     | Les Romagueres (Osor) · Vegeu més fotos d'aquest monument · Carregueu una nova foto d'aquest monument                         |
| El Cerver                                                              |              | Obra popular XIV, XVII, XIX, XXI Inici | Osor                                              | 41° 58′ 04″ N, 2° 32′ 28″ E / 41.9677°N,2.54098°E    | IPA-33480     | Carregueu una nova foto d'aquest monument                                                                                     |
| Capella de Sant Gregori                                                |              | Obra popular XVII, XX                  | Osor                                              | 41° 57′ 47″ N, 2° 34′ 10″ E / 41.96309°N,2.56936°E   | IPA-33481     | Capella de Sant Gregori (Osor) · Vegeu més fotos d'aquest monument · Carregueu una nova foto d'aquest monument                |
| Piràmide d'en Vinyes                                                   |              | Obra popular XX                        | Osor                                              | 41° 57′ 48″ N, 2° 34′ 08″ E / 41.96327°N,2.56899°E   | IPA-33482     | Carregueu una nova foto d'aquest monument                                                                                     |
| La Fàbrica de l'Iglésies                                               |              | Moviment modern XIX                    | Osor Enderrocada                                  |                                                      | IPA-33483     | Carregueu una nova foto d'aquest monument                                                                                     |
| Església de Santa Creu d'Horta                                         |              | Romànic, barroc X, XVIII, XX, XX Final | Osor                                              | 41° 54′ 57″ N, 2° 35′ 02″ E / 41.91593°N,2.58383°E   | IPA-33484     | Església de Santa Creu d'Horta (Osor) · Vegeu més fotos d'aquest monument · Carregueu una nova foto d'aquest monument         |
| La Riba d'Amunt                                                        |              | Obra popular XIV, XVI, XXI Inici       | Osor                                              | 41° 55′ 15″ N, 2° 32′ 53″ E / 41.92079°N,2.54808°E   | IPA-33485     | La Riba d'Amunt (Osor) · Vegeu més fotos d'aquest monument · Carregueu una nova foto d'aquest monument                        |
| Can Vidal, o Can Barraca                                               |              | Obra popular XVI, XVII, XX, XXI Inici  | Osor Pg. del Borrell, 3                           | 41° 56′ 43″ N, 2° 33′ 27″ E / 41.94532°N,2.55742°E   | IPA-33486     | Carregueu una nova foto d'aquest monument                                                                                     |
| Capella de Sant Francesc del Carbonell                                 |              | Obra popular XVII, XX, XXI Inici       | Osor                                              | 41° 55′ 46″ N, 2° 30′ 00″ E / 41.92943°N,2.4999°E    | IPA-33487     | Capella de Sant Francesc del Carbonell (Osor) · Vegeu més fotos d'aquest monument · Carregueu una nova foto d'aquest monument |
| Pont de la riera d'Osor, o Pont de la carretera vella                  |              | Obra popular XIX                       | Osor Carretera d'Osor a Anglès, km 5              | 41° 57′ 06″ N, 2° 35′ 44″ E / 41.9517°N,2.59565°E    | IPA-33488     | Pont de la riera d'Osor · Vegeu més fotos d'aquest monument · Carregueu una nova foto d'aquest monument                       |
| Pont del Prat de les Hortes, o Pont del Pla de les Hortes              |              | Obra popular XV                        | Osor Ctra. Santa Creu d'Horta - ctra. Osor-Anglès | 41° 56′ 24″ N, 2° 34′ 05″ E / 41.94012°N,2.56792°E   | IPA-33489     | Pont del Prat de les Hortes (Osor) · Vegeu més fotos d'aquest monument · Carregueu una nova foto d'aquest monument            |
| Molí de Sarsanedes                                                     |              | Obra popular XX Inici                  | Osor Molí de Sarsanedes                           | 41° 56′ 45″ N, 2° 33′ 13″ E / 41.94574°N,2.55365°E   | IPA-33490     | Molí de Sarsanedes (Osor) · Vegeu més fotos d'aquest monument · Carregueu una nova foto d'aquest monument                     |
| Font del Borrell                                                       |              | Obra popular XIX                       | Osor                                              | 41° 56′ 41″ N, 2° 33′ 26″ E / 41.94475°N,2.55732°E   | IPA-33491     | Font del Borrell (Osor) · Vegeu més fotos d'aquest monument · Carregueu una nova foto d'aquest monument                       |
| El Clascar                                                             |              | Obra popular XIX                       | Osor                                              | 41° 58′ 29″ N, 2° 32′ 57″ E / 41.97477°N,2.54928°E   | IPA-33492     | Carregueu una nova foto d'aquest monument                                                                                     |
| Sarsanedes, o Cercenedes                                               |              | Obra popular XIX                       | Osor                                              | 41° 56′ 36″ N, 2° 33′ 04″ E / 41.94344°N,2.55116°E   | IPA-33493     | Carregueu una nova foto d'aquest monument                                                                                     |
| El Baier                                                               |              | Obra popular XIX                       | Osor                                              | 41° 56′ 17″ N, 2° 33′ 52″ E / 41.93793°N,2.56445°E   | IPA-33495     | Carregueu una nova foto d'aquest monument                                                                                     |
| Forn d'en Plana                                                        |              | Obra popular XIX                       | Osor                                              | 41° 57′ 15″ N, 2° 32′ 31″ E / 41.95408°N,2.54182°E   | IPA-33496     | Carregueu una nova foto d'aquest monument                                                                                     |
| Can Roure                                                              |              | Gòtic XV, XIX                          | Osor C. de la Riera, 1                            | 41° 56′ 45″ N, 2° 33′ 21″ E / 41.94583°N,2.55583°E   | IPA-33497     | Can Roure (Osor) · Vegeu més fotos d'aquest monument · Carregueu una nova foto d'aquest monument                              |
| Can Plana                                                              |              | Obra popular XIX                       | Osor                                              | 41° 57′ 15″ N, 2° 32′ 26″ E / 41.95428°N,2.54048°E   | IPA-33498     | Carregueu una nova foto d'aquest monument                                                                                     |
| La Mata                                                                |              | Obra popular XIX                       | Osor                                              | 41° 56′ 53″ N, 2° 33′ 29″ E / 41.94803°N,2.55812°E   | IPA-33499     | Carregueu una nova foto d'aquest monument                                                                                     |
| Mines d'Osor                                                           |              | Obra popular XX                        | Osor Ctra. a Anglès, km 5                         | 41° 56′ 59″ N, 2° 35′ 30″ E / 41.94966°N,2.59161°E   | IPA-33500     | Mines d'Osor · Vegeu més fotos d'aquest monument · Carregueu una nova foto d'aquest monument                                  |
| Can Margarits, o Ca la Pasquala                                        |              | Obra popular XV                        | Osor C. Catalunya, 6                              | 41° 56′ 44″ N, 2° 33′ 21″ E / 41.94553°N,2.55594°E   | IPA-33501     | Can Margarits (Osor) · Vegeu més fotos d'aquest monument · Carregueu una nova foto d'aquest monument                          |
| Pont de Can Vidal                                                      |              | Obra popular Medieval                  | Osor Darrera l'Ajuntament                         | 41° 56′ 43″ N, 2° 33′ 25″ E / 41.94535°N,2.55699°E   | IPA-33502     | Pont de Can Vidal (Osor) · Vegeu més fotos d'aquest monument · Carregueu una nova foto d'aquest monument                      |
| Can Jan                                                                |              | Obra popular XV                        | Osor C. Catalunya, 1                              | 41° 56′ 44″ N, 2° 33′ 22″ E / 41.94555°N,2.55617°E   | IPA-33503     | Can Jan (Osor) · Vegeu més fotos d'aquest monument · Carregueu una nova foto d'aquest monument                                |
| Ca l'Iglesias                                                          |              | Obra popular XIX                       | Osor                                              | 41° 55′ 00″ N, 2° 35′ 07″ E / 41.91666°N,2.58532°E   | IPA-33504     | Carregueu una nova foto d'aquest monument                                                                                     |
| El Ripoll                                                              |              | Obra popular XVII, XIX                 | Osor                                              | 41° 56′ 08″ N, 2° 33′ 14″ E / 41.93568°N,2.55393°E   | IPA-33505     | Carregueu una nova foto d'aquest monument                                                                                     |
| Sant Josep de Can Serra del Turonell, antic Mas Turonell               |              | Obra popular XX Inici                  | Osor Can Serra                                    | 41° 57′ 45″ N, 2° 34′ 41″ E / 41.96255°N,2.57802°E   | IPA-33506     | Carregueu una nova foto d'aquest monument                                                                                     |
| Escola Pública, o CEIP La Vall                                         |              | Noucentisme XX                         | Osor Carretera de França                          | 41° 56′ 49″ N, 2° 33′ 26″ E / 41.94694°N,2.55723°E   | IPA-33507     | Escola Pública (Osor) · Vegeu més fotos d'aquest monument · Carregueu una nova foto d'aquest monument                         |
| Església de Sant Pere, església parroquial                             |              | Romànic, barroc XII                    | Osor Pl. Catalunya - pl. del Verger               | 41° 56′ 43″ N, 2° 33′ 24″ E / 41.94523°N,2.55662°E   | IPA-33508     | Església de Sant Pere (Osor) · Vegeu més fotos d'aquest monument · Carregueu una nova foto d'aquest monument                  |
| Can Jaume, o Can Coral, Can Pitxoc                                     |              | Obra popular XVII                      | Osor Pl. Catalunya, 2                             | 41° 56′ 43″ N, 2° 33′ 23″ E / 41.94536°N,2.5564°E    | IPA-33509     | Can Jaume (Osor) · Vegeu més fotos d'aquest monument · Carregueu una nova foto d'aquest monument                              |
| El Sobirà de Santa Creu, o el Sobirà de Santa Creu d'Horta             |              | Obra popular XVI                       | Osor                                              | 41° 54′ 39″ N, 2° 34′ 27″ E / 41.91081°N,2.57427°E   | IPA-33510     | El Sobirà de Santa Creu (Osor) · Vegeu més fotos d'aquest monument · Carregueu una nova foto d'aquest monument                |
| Pont de les Mines                                                      |              | Obra popular XIX                       | Osor Davant les cases de les mines d'Osor         | 41° 57′ 02″ N, 2° 35′ 31″ E / 41.95044°N,2.59183°E   | IPA-37005     | Pont de les Mines (Osor) · Vegeu més fotos d'aquest monument · Carregueu una nova foto d'aquest monument                      |
| Pont d'Osor                                                            |              | Obra popular XIX Final                 | Osor                                              | 41° 56′ 34″ N, 2° 33′ 52″ E / 41.94278°N,2.56432°E   | IPA-37006     | Carregueu una nova foto d'aquest monument                                                                                     |
| Pont Nou d'Osor                                                        |              | Obra popular XIX-XX                    | Osor Al començament de la carretera del Coll      |                                                      | IPA-40078     | Carregueu una nova foto d'aquest monument                                                                                     |
| Pou de glaç la Molina                                                  |              |                                        | Osor Riera de la Molina                           | 41° 55′ 00″ N, 2° 35′ 42″ E / 41.91670°N,2.59490°E   | IPA-43434     | Carregueu una nova foto d'aquest monument                                                                                     |